# Iteuthelaira
Iteuthelaira är ett släkte av tvåvingar. Iteuthelaira ingår i familjen parasitflugor.
Kladogram enligt Catalogue of Life:
| Iteuthelaira | \| \| Iteuthelaira chaetosa \| \| \| \| \| \| Iteuthelaira esuriens \| \| \| \| |
|              | \| \| Iteuthelaira chaetosa \| \| \| \| \| \| Iteuthelaira esuriens \| \| \| \| |
|              | Iteuthelaira chaetosa                                                           |
|              |                                                                                 |
|              | Iteuthelaira esuriens                                                           |
|              |                                                                                 |